# Sleepwalking
Pour plus de détails, voir Fiche technique et Distribution.
Sleepwalking (Réveil inattendu au Québec) est un drame psychologique américano-canadien réalisé par William Maher, sorti en 2008.

## Synopsis
Forcée de quitter son domicile après l'arrestation de son petit ami, Joleen Reedy (Charlize Theron) a besoin de se réfugier quelque part avec sa fille de 12 ans, Tara (AnnaSophia Robb). Elle s'adresse à son frère cadet, James (Nick Stahl) - un homme simple et trop confiant qui n'hésite pas à les accueillir dans le modeste appartement qu'il loue.
Mais voilà que Joleen s'est à peine installée qu'elle part avec un autre homme. Même s'il est complètement dépassé pour exercer seul la responsabilité d'une fille adolescente, James fait tout ce qu'il peut pour rendre heureuse sa nièce qui ne sait plus où elle en est. En très peu de temps malheureusement la situation devient incontrôlable : il perd son emploi et Tara est placée dans une famille d'accueil.
C'est alors que James prend une décision qui va bouleverser complètement sa vie et le forcera à affronter ses démons. Il enlève Tara de la Californie du Nord et tous les deux prennent de nouvelles identités : il est le père, elle est la fille. Au départ c'est un moyen de tromper les autorités, mais cela prend une signification plus profonde car James s'efforce de devenir le papa que Tara n'a jamais eu et, pour la première fois, il trouve un vrai but dans la vie.
Seulement quand leur pérégrination sur la route les conduit en Utah à la ferme où James a grandi, de vieilles blessures se rouvrent entre James et son père (Dennis Hopper), dont le caractère abusif et les manières quelquefois violentes ont peu changé depuis que James était encore un enfant.

## Fiche technique
- Titre : Sleepwalking
- Réalisation : William Maher
- Production: Charlize Theron
- Genre : Drame psychologique
- Lieu de tournage :  Canada
- Date de sortie :
  - États-Unis : 14 mars 2008

## Distribution
- Charlize Theron (VF : Hélène Bizot ; VQ : Camille Cyr-Desmarais) : Joleen
- Nick Stahl (VQ : Martin Watier) : James
- AnnaSophia Robb (VF : Émilie Rault ; VQ : Romy Kraushaar-Hébert) : Tara
- Deborra-Lee Furness (VF : Martine Irzenski) : Danni
- Mathew St. Patrick (VQ : Louis-Philippe Dandenault) : Détective
- Callum Keith Rennie (VF : Gilbert Lévy) : Will
- Woody Harrelson (VQ : Bernard Fortin) : Randall
- Dennis Hopper (VQ : Jean-Marie Moncelet) : M. Reedy
- Ken Mitchell  : Mr Bergen
- Jean Freeman (VQ : Carole Chatel) : Mme. Bergen

doublage québécois
- Studio : Cinélume
- Direction artistique : Lisette Dufour
- Adaptation : Mario Desmarais

Source : RS Doublage et Doublage Québec